# Josh McDermitt
Joshua McDermitt, né le 4 juin 1978 à Phoenix dans l'Arizona, est acteur américain. 
Il est surtout connu pour son rôle d'Eugene Porter dans la série The Walking Dead.

## Biographie
Josh McDermitt a grandi à Phoenix, dans une famille de six enfants. Il est de descendance portugaise et hollandaise. Josh réside maintenant à Los Angeles. Il est membre d'une troupe de comédie d'improvisation basée à Los Angeles : Robert Downey Jr Jr. Il est aussi qualifié en pilotage de ballon à air chaud.
Josh McDermitt a joué le rôle de Brandon dans la sitcom À la retraite à 35 ans de 2011 à 2012. 
En 2014, il entre au casting de la prestigieuse série The Walking Dead. Il y joue le rôle d'Eugène Porter, homme peureux semblant être un éminent scientifique sachant la source de l'épidémie ayant transformé la quasi-totalité de la population en zombie. Son personnage devient principal à partir de la saison 5. En parallèle il enchaîne les téléfilms.

## Filmographie

### Cinéma

#### Court métrage
- 2010 : Iron Man 2 Table Read (vidéo) : Jon Favreau
- 2010 : The Pitch : Eric
- 2012 : Spirit Day : principal Smithee
- 2013 : The Third Wheel : Mark

#### Long métrage
- 2009 : Madison Hall de Jared Scott Mercier : Derek Rightman
- 2015 : Life in Color (en) de Katharine Emmer : Homer
- 2016 : Middle Man de Ned Crowley : T-Bird
- 2017 : Odious de Robert Sparks : Bill

### Télévision

#### Téléfilm
- 2009 : Rehab for Rejects de Jacob Cooney  : Larry
- 2012 : Kings of Van Nuys de Ted Wass : Event Official

#### Série télévisée
- 2011 - 2012 : Retired at 35 (20 épisodes) : Brandon
- 2012 : Work It : 
  - (saison 1, épisode 01 : Pilot) : Manager
  - (saison 1, épisode 03 : Girl Fight) : Quiz Emcee
- 2014 : Headshots and Handcuffs (programme court) (saison 1, épisode 01 : Harlem Shakedown) : capitaine Collins
- 2014 : Mad Men : George Payton
  - (saison 7, épisode 04 : L'Intrus)
  - (saison 7, épisode 07 : Nouvelle perspective)
- 2014-2022 : The Walking Dead : Eugene Porter
- 2016 : Angie Tribeca (saison 2, épisode 9 : Contains Graphic Designer Violence) : Alistair Cook
- 2017 : Twin Peaks (saison 3, épisode 3) : Wise Guy
- 2021 : Creepshow (saison 2, épisode 2) : Le dératiseur : Harlan The King